# Церковь Казанской иконы Божией Матери (Заклинье)
Церковь Казанской иконы Божией Матери — недействующий православный храм, расположенный в селе Заклинье Рамешковского района Тверской области. В настоящее время церковь заброшена.

## История
До 1857 года в таких документах, как исповедные и метрические книги, церковь в селе Заклинье (Дуброво — старое, второе название села) значилась как церковь Николая Чудотворца, с 1857 года указывается как Церковь Казанской иконы Божией Матери.
Каменная церковь построена в 1842 году, в честь Казанской иконы Божией Матери с тёплыми приделами Николая Чудотворца и Ильи Пророка. За церковным приходом имелось 36 десятин пахотной и сенокосной земли, более 4 десятин усадебной. При церкви существовала деревянная сторожка с помещением церковно-приходской школы и амбара с резным столбом XIX века, но не сохранился и сгорел.
В 1901 г. служили священник И. М. Крестников (38 лет), дьякон А. В. Преображенский (38 лет) и псаломщик А. П. Яшин (35 лет). Жалованья не было, процент с капитала — 350 руб. и годовой доход 517 руб. Среди прихожан в этот период были военные — 217 мужчин и 199 женщин, крестьяне с. Заклинье (34 двора) — 93 мужчины и 105 женщин, а также в д. Большие и Малые Пупцы, Абакумово, Слюдицы, Григорово, Липное, Смочели, Каменное, Вильяшево, Хорошево — всего 392 двора (1289 мужчин и 1369 женщин). В середине 1930-х годов службу в церкви закрыли.

## Современное состояние
В настоящее время церковь заброшена и полуразрушена: утрачены полы, интерьер и роспись.
Здание Казанской церкви является памятником архитектуры и истории (паспорт № 1116 в Комитете по сохранению исторического и культурного наследия Тверской администрации). Престольный праздник в Заклинье — Пророка Илии (2 августа).